# 科赫德斯
科赫德斯是委內瑞拉的城鎮，也是科赫德斯州的首府，位於該國西北部，主要經濟活動是農業和畜牧業，農業品有玉米、番茄、稻米和木材，2001年人口14,044。

## 外部連結
- （西班牙文） anzoategui-cojedes.gob.ve

9°37′N 68°55′W / 9.617°N 68.917°W